# Lindernia japonica
Lindernia japonica é uma espécie botânica do gênero Lindernia pertencente à família Linderniaceae.